# David Geffen School of Medicine presso UCLA
La UCLA School of Medicine, altrimenti nota come David Geffen School of Medicine at UCLA è una tra le più accreditate scuole di medicina della California. La scuola, situata a Los Angeles, California, Stati Uniti d'America venne intitolata al celebre filantropo e produttore discografico statunitense David Geffen, il quale, nel 2011 donò 200 milioni di dollari al fondo finanziario della scuola.

## La fondazione
La scuola venne fondata per volere del consiglio di amministrazione dell'Università della California nel 1945, e venne affilliata nello stesso anno alla sede universitaria di Los Angeles.
Nel 1947, Stafford L. Warren venne nominato primo preside della scuola.
Solo nel 1955 venne aperto l'UCLA Medical Center, centro medico gestito dalla scuola

## L'amministrazione Mellinkoff
Sherman Mellinkoff succedette a Stafford Warren come preside della scuola nel 1962 e mantenne il proprio ruolo per ben 24 anni.
Sotto la sua amministrazione la scuola crebbe notevolmente, sviluppando altri centri di studio e ricerca.